# Mistrzostwa Świata w Snookerze 1971
Mistrzostwa Świata w Snookerze 1971 (ang. 1971 World Snooker Championship) – najważniejszy turniej snookerowy rozegrany w dniach 28 września-7 listopada 1970 roku w Chevron Hotel w Sydney, (Australia).
Obrońca tytułu, Walijczyk Ray Reardon przegrał w meczu półfinałowym z Anglikiem Johnem Spencerem 15–34.
W finale turnieju Anglik, John Spencer w meczu finałowym pokonał Australijczyka Warrena Simpsona 37–29.

## Nagrody
- Zwycięzca: L2 333

## Wydarzenia związane z turniejem
- Po raz pierwszy od kiedy nastała tzw. "nowa era" w snookerze (od 1969 roku) Mistrzostwa Świata w Snookerze zostały poza Wielką Brytanią[2].
- Po raz pierwszy w historii snookera Mistrzostwa Świata zostały rozegrane w Australii (ponownie odbyły się tam w 1975 roku)[2].
- Tegoroczna edycja Mistrzostw Świata w Snookerze rozegrana została w formacie, który zakładał wyłonienie czterech półfinalistów poprzez rundę grupową.
- Zwycięzcą Mistrzostw Świata w Snookerze 1971 został Anglik, John Spencer w meczu finałowym pokonał Australijczyka Warrena Simpsona 37–29.
- w finale tegorocznych snookerowych Mistrzostw Świata John Spencer w trzech kolejnych frame'ach skompletował trzy breaki stupunktowe: 105, 107 i 126 punktów[4].
- Najwyższy break turnieju to 126 punktów Johna Spencera[4].

## Faza główna turnieju

### Runda I (tabela)
| Poz. | Zawodnik       | MR | MW | MP | FW | FP | Bilans | Pkt |
| ---- | -------------- | -- | -- | -- | -- | -- | ------ | --- |
| 1    | Eddie Charlton | 4  | 3  | 1  | 92 | 56 | +36    | 6   |
| 2    | John Spencer   | 4  | 3  | 1  | 86 | 62 | +24    | 6   |
| 3    | Ray Reardon    | 4  | 3  | 0  | 64 | 47 | +17    | 6   |
| 4    | Warren Simpson | 4  | 3  | 1  | 75 | 73 | +2     | 6   |
| 5    | John Pulman    | 4  | 2  | 2  | 81 | 67 | +14    | 4   |
| 6    | Gary Owen      | 4  | 2  | 2  | 77 | 71 | +6     | 4   |
| 7    | Paddy Morgan   | 4  | 1  | 2  | 44 | 67 | -23    | 2   |
| 8    | Perrie Mans    | 4  | 0  | 4  | 61 | 87 | -26    | 0   |
| 9    | Norman Squire  | 4  | 0  | 4  | 49 | 99 | -50    | 0   |

Legenda:

MR – mecze rozegrane

MW – mecze wygrane

MP – mecze przegrane

FW – framy wygrane

FP – framy przegrane

W każdym meczu rozegrano 37 frame'ów.
| Ray Reardon    | 21–16 | Eddie Charlton |
| Ray Reardon    | 22–15 | Perrie Mans    |
| Ray Reardon    | 21–16 | John Spencer   |
| John Pulman    | 25–12 | Paddy Morgan   |
| John Pulman    | 26–11 | Norman Squire  |
| Ray Reardon    | [ 5 ] | Paddy Morgan   |
| John Spencer   | 20–17 | Perrie Mans    |
| John Spencer   | 23–14 | John Pulman    |
| John Spencer   | 27–10 | Norman Squire  |
| Eddie Charlton | 26–11 | Perrie Mans    |
| Eddie Charlton | 23–14 | Gary Owen      |
| Eddie Charlton | 27–10 | Norman Squire  |
| Gary Owen      | 26–11 | Paddy Morgan   |
| Gary Owen      | 19–18 | Norman Squire  |
| Paddy Morgan   | 21–16 | Warren Simpson |
| Warren Simpson | 19–18 | Perrie Mans    |
| Warren Simpson | 19–18 | Gary Owen      |
| Warren Simpson | 21–16 | John Pulman    |

### Drabinka turniejowa
|  |                            |                            |                            |              |    |                      |                      |                      |
|  | Semi-finals Do 27 frame'ów | Semi-finals Do 27 frame'ów | Semi-finals Do 27 frame'ów |              |    | Final Do 37 frame'ów | Final Do 37 frame'ów | Final Do 37 frame'ów |
|  | Semi-finals Do 27 frame'ów | Semi-finals Do 27 frame'ów | Semi-finals Do 27 frame'ów |              |    | Final Do 37 frame'ów | Final Do 37 frame'ów | Final Do 37 frame'ów |
|  |                            |                            |                            |              |    |                      |                      |                      |
|  |                            |                            |                            |              |    |                      |                      |                      |
|  | Australia                  | Eddie Charlton             | 22                         |              |    |                      |                      |                      |
|  | Australia                  | Eddie Charlton             | 22                         |              |    |                      |                      |                      |
|  | Australia                  | Warren Simpson             | 27                         |              |    |                      |                      |                      |
|  | Australia                  | Warren Simpson             | 27                         |              |    | Australia            | Warren Simpson       | 29                   |
|  |                            |                            |                            |              |    | Australia            | Warren Simpson       | 29                   |
|  |                            |                            | Anglia                     | John Spencer | 37 |                      |                      |                      |
|  | Anglia                     | John Spencer               | Anglia                     | John Spencer | 37 | 34                   |                      |                      |
|  | Anglia                     | John Spencer               |                            |              |    |                      |                      |                      |
|  | Walia                      | Ray Reardon                | 15                         |              |    |                      |                      |                      |
|  | Walia                      | Ray Reardon                | 15                         |              |    |                      |                      |                      |
|  |                            |                            |                            |              |    |                      |                      |                      |